# Mastigophorophyllon saxonicum
Mastigophorophyllon saxonicum ist eine seltene und wenig erforschte Art der zu den Doppelfüßern gehörenden Samenfüßer und von Ost- bis Mitteleuropa verbreitet.

## Merkmale
Die Körperlänge beträgt 13–15 mm. Der Körper besteht aus 30 Segmenten, ist gedrungen wurmförmig, die Körperoberfläche ist nicht glatt, sondern mit kleinen Seitenkielen ausgestattet. Der Halsschild ist schmaler als der Kopf. Die Borsten sind mindestens so lang wie ein halber Körperring und auf jeder Seite des Kopfes befinden sich 19–24 Ommatidien. Der Körper ist dunkel gefärbt. Die Borsten der Art wirken gekämmt. Durch den dunkleren Körper und die gekämmten Borsten unterscheidet sich die Art auch von Vertretern der Gattung Haasea, die einen helleren Körper und wirre Borsten aufweisen. Der Rücken weist keinen Längsstrich auf, dadurch unterscheidet sich die Art von Haploporatia eremita und Mastigona bosniensis.

## Verbreitung und Lebensraum
Bei der Art handelt es sich um eine Ostart, die Westgrenze des Verbreitungsgebiets liegt im Osten Deutschlands. Bekannt ist sie aus den Ländern Deutschland, Polen, Tschechien, Russland (Oblast Kaliningrad), Litauen, Lettland, Estland und Belarus. Aus der Ukraine und Rumänien gibt es zwei etwas isolierte Einzelfunde.
In Deutschland gibt es vereinzelte Funde auf Usedom. Weiter südlich gibt es nur 5 Fundorte im Osten. 4 davon liegen in der Sächsischen Schweiz, wo die Art zuletzt 1968–1974 an zwei der Fundorte nachgewiesen wurde. Mittlerweile ist die Art in Sachsen möglicherweise verschollen. Der fünfte Fundort liegt im Thüringer Wald, wo die Art im 21. Jahrhundert nachgewiesen wurde.
M. saxonicum ist eine Art, die sich von eiszeitlichen Rückzugsgebieten in Osteuropa aus nach Deutschland ausgebreitet hat.
Die Art gilt in Deutschland als extrem selten, zu einem Gefährdungsgrad können aufgrund der unzureichenden Datenlage keine Angaben gemacht werden. Insgesamt gilt die Art als stark im Rückgang begriffen, da bis auf wenige Ausnahmen seit längerem keine Funde mehr aus Estland, Lettland oder Deutschland bekannt sind.

## Lebensraum
M. saxonicum ist eine Waldart, die ausschließlich natürliche Biotope besiedelt und keine Synanthropie zeigt. Sie bewohnt feuchte Laubwälder, Erlenbrüche, aber auch Wiesengelände. 

## Taxonomie
Synonyme der Art lauten Craspedosoma mutabile var. nigrescens Haase, 1886, Craspedosoma mutabile var. punctulatum Latzel, 1884, Mastigophorophyllum saxonicum Verhoeff, 1910 und Mastigophorophyllon biharicum Ceuca, 1992. Manchmal findet sich als Erstbeschreiber auch die Angabe (Eichwald, 1830).